# 望月長夫

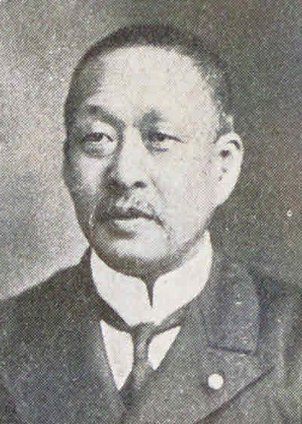
望月長夫

望月 長夫（もちづき おさお、文久4年1月10日（1864年2月17日） - 1920年（大正9年）2月10日）は、日本の衆議院議員（憲政本党→立憲国民党）、弁護士。

## 経歴
近江国甲賀郡水口村（現在の滋賀県甲賀市）出身。1878年（明治11年）に大津師範学校に入学したが、家の事情で中途退学を余儀なくされた。1887年（明治20年）、東京に出て明治法律学校（現在の明治大学）に入学した。1889年（明治22年）に卒業した後、1892年（明治25年）に弁護士の資格を得た。1894年（明治27年）、大津弁護士会副会長に選出され、翌年には会長に就任した。
また1894年には、滋賀県会議員に選出された。1898年（明治31年）、第6回衆議院議員総選挙に出馬し、当選。以後、6回当選を重ねた。